# Amaziguisme

La bandera amaziga adoptada pel Congrés Mundial Amazic el 1998.

L'amaziguisme o berberisme (en amazic Taẓermaziɣt) és un moviment político-cultural amazic de nacionalisme ètnic, geogràfic o cultural, iniciat principalment a Cabília, Algèria, i al Marroc i que més tard s'ha estès a la resta de les comunitats amazigues del nord d'Àfrica. Els tuaregs, un dels pobles amazics, ha estat en rebel·lió contra Mali des de 2012 i va establir temporalment un estat independent de facto anomenat Azawad, que es va identificar com a amazic.
El moviment amaziguista a Algèria i al Marroc s'oposa a l'islamisme que vol imposar una arabització cultural i al panarabisme. A Azawad (nord de Mali), el moviment tuareg-amaziguista també és secular i s'oposa tan a l'arabisme com a la discriminació percebuda contra el tuaregs nòmades per altres grups i el govern de Mali.

## Congrés Mundial Amazic
El Congrés Mundial Amazic (CMA Agraw Amaḍlan Amaziɣ) és una organització no governamental internacional sorgida amb la finalitat de proporcionar una estructura i representació internacional de la diversitat cultural i interessos polítics amazics. Es va formar al setembre de 1995 a Sent Roma de Dolanh (Losera). Ha celebrat trobades en intervals irregulars en 1997, 1999, 2002, 2005 i 2011.

## Algèria

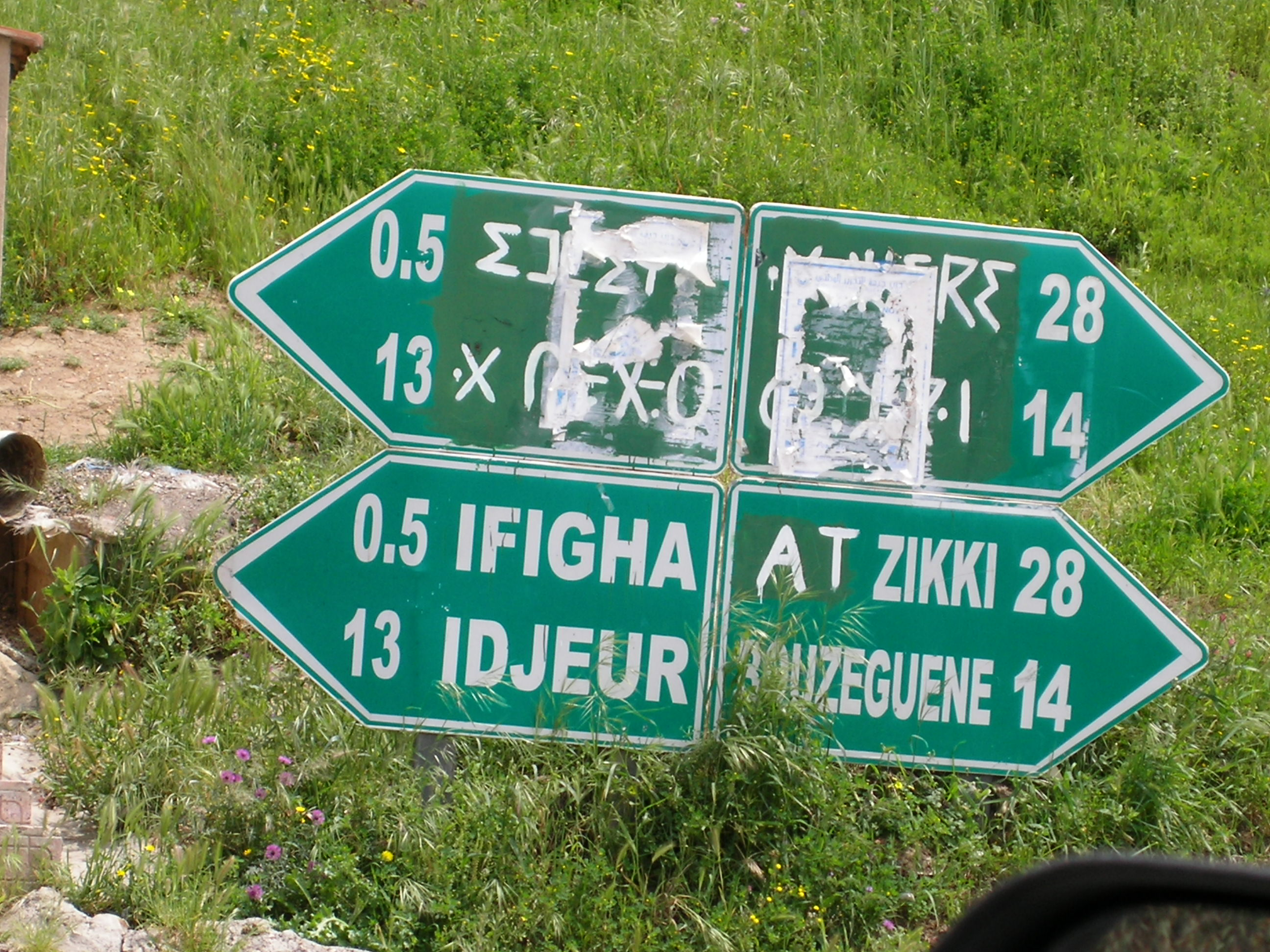
Panells de carretera a Algèria, mostrant evidències de disputes en els noms si han d'estar escrits en àrab o amazic

L'amaziguisme treballa per al reconeixement de les diferents identitats amazigues d'Algèria. Els partits polítics i els moviments considerats amaziguistes són:
- Front de Forces Socialistes (Front des forces socialistes, FFS)
- Reunió per la Cultura i la Democràcia (Rassemblement pour la culture et la démocratie, RCD)
- Moviment per l'Autonomia de la Cabília (Mouvement pour l'autonomie de la Kabylie, MAK)
- Arouch (Mouvement citoyen des Aârchs), moviment que també s'ha organitzat entre els cabilencs.

El MAK exalta una única identitat cabilenca contra la identitat amaziga universal, també coneguda com a cabilisme.

## Azawad i Mali
Els tuaregs de Mali s'han rebel·lat nombroses vegades durant el segle XX obligant a les forces armades malianes a retirar-se per sota de la demarcació de la línia Azawad des del sud de Mali durant la rebel·lió del 2012. El 6 d'abril de 2012, el Moviment Nacional per l'Alliberament de l'Azawad va emetre una declaració d'independència per al territori que reclama com a pàtria per als tuareg, al·legant la discriminació contra els pobles indígenes d'Azawad pel govern de Mali.

## Marroc
El Partit Democràtic Amazic Marroquí va ser fundat en 2005 a Rabat per promoure la identitat amaziga, el secularisme polític, i els drets culturals amazics inclòs el reconeixement de l'amazic com a idioma oficial del Marroc. El partit va ser prohibit el 2008 pel govern marroquí, però no dissolt. El seu president, Ahmed Adghirni, va anunciar un recurs judicial contra el govern. El partit es va reorganitzar per formar Izigzawen Partit Ecologista Marroquí-Verds in 2006.

## Illes Canàries

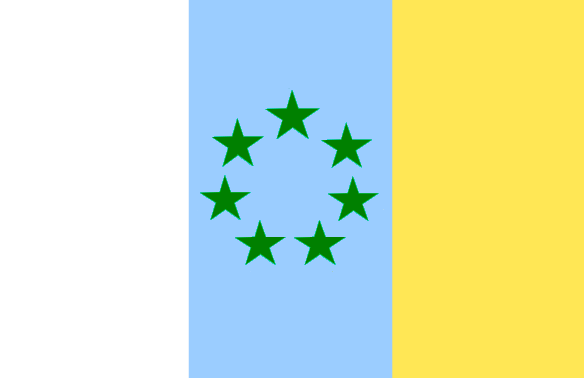
Bandera del MPAIAC

A partir del MPAIAC d'Antonio Cubillo a començaments de la dècada del 1970 algunes organitzacions nacionalistes canàries han donat suport a l'amaziguisme per tal d'emfatitzar la diferència cultural dels nadius guanxes envers els espanyols denunciar el "colonialisme espanyol".
Tot i que els moviments van atreure simpaties entre els canaris locals, les accions terroristes violentes perpetrades inicialment pel moviment de Cubillo van provocar un rebuig general. Per tant, fins i tot després que Cubillo va renunciar públicament a la lluita armada l'agost de 1979, no va aconseguir inspirar gaire suport popular.
Actualment algunes organitzacions de les Illes Canàries com el Congrés Nacional de Canàries (CNC), el FREPIC-AWAÑAK, Partit Nacionalista Canari (PNC), Nueva Canarias (NC), Alternativa Popular Canària (APC), Alternativa Nacionalista Canària (ANC), Unidad del Pueblo (UP), Inekaren i Azarug defensen la causa proamaziga en major o menor grau. Alguns dels símbols i colors de les banderes de les organitzacions independentistes canàries així com l'ús de la paraula 'Taknara' (rebutjada pel mateix Cubillo) per referir-se a l'arxipèlag, tracten de representar les arrels culturals amazigues.